# Cypriotisch voetbalkampioenschap 2012/13
Het seizoen 2012-2013 van de Cypriotisch voetbalkampioenschap is het 75e seizoen van de hoogste Cypriotische voetbalcompetitie. Het seizoen begon op 1 september 2012 en zal eindigen op 19 mei 2013. Aan de competitie nemen veertien clubs deel. AEL Limasol is titelverdediger. APOEL FC werd kampioen voor 22e keer.

## Stadions
| Club           | Locatie          | Stadion                     | Capaciteit |
| -------------- | ---------------- | --------------------------- | ---------- |
| AEK            | Larnaca          | GSZ-stadion                 | 13,032     |
| AEL            | Limassol         | Tsirion Stadium             | 13,331     |
| AEP            | Paphos           | Pafiako Stadium             | 9,394      |
| Alki           | Larnaca          | Neo GSZ Stadium             | 13,032     |
| Anorthosis     | Larnaca          | Antonis Papadopoulosstadion | 10,230     |
| APOEL          | Nicosia          | GSP Stadium                 | 22,859     |
| Apollon        | Limassol         | Tsirion Stadium             | 13,331     |
| Ayia Napa      | Ayia Napa        | Tasos Marcou Stadium        | 5,800      |
| Doxa Katokopia | Katokopia        | Ammochostosstadion          | 5,500      |
| Enosis         | Paralimni        | Tasos Marcou Stadium        | 5,800      |
| Ethnikos       | Achna, Famagusta | Dasaki Stadium              | 7,000      |
| Nea Salamina   | Larnaca          | Ammochostos Stadium         | 5,500      |
| Olympiakos     | Nicosia          | GSP Stadium                 | 22,859     |
| Omonia         | Nicosia          | GSP Stadium                 | 22,859     |

## Club sponsors & Personelen
| club         | Trainer                 | aanvoeder             | T-shirt | T-shirt sponsor        |
| ------------ | ----------------------- | --------------------- | ------- | ---------------------- |
| AEK          | Ran Ben Shimon          | Ander Murillo         | Puma    | CytaVision             |
| AEL          | Jorge Costa             | Marios Nicolaou       | Puma    | CytaVision             |
| AEP          | Saša Jovanović          | Alexandros Garpozis   | Givova  | Skycore                |
| Alki         | Kostas Kaiafas          | Emiliano Fusco        | Joma    | CYTA                   |
| Anorthosis   | Pambos Christodoulou    | Ioannis Okkas         | Puma    | CytaMobile Vodafone    |
| APOEL        | Ivan Jovanović          | Marinos Satsias       | Puma    | MTN                    |
| Apollon      | Christakis Christoforou | Giorgos Merkis        | Macron  | CYTA                   |
| Ayia Napa    | Costas Loizou           | Martinos Solomou      | Givova  | Ayia Napa Municipality |
| Doxa         | Loukas Hadjiloukas      | Ricardo Fernandes     | Givova  | Cytanet                |
| Enosis       | Marios Karas            | Demos Goumenos        | Nike    | CYTA                   |
| Ethnikos     | Nikos Kolompourdas      | Christos Poyiatzis    | Legea   | CYTA                   |
| Nea Salamina | Mirsad Jonuz            | Prodromos Therapontos | Givova  | CytaMobile Vodafone    |
| Olympiakos   | Marios Constantinou     | Nikolas Nicolaou      | Givova  | CYTA                   |
| Omonia       | Toni Savevski           | Leandro               | Nike    | CytaMobile Vodafone    |

## Trainerswijzingen
| Team         | trainer                | Wijze van vertrek              | Datum of vacant   | tabel | Vervanger               | Datum van Vervanger |
| ------------ | ---------------------- | ------------------------------ | ----------------- | ----- | ----------------------- | ------------------- |
| Omonia       | Neophytos Larkou       | Wederzijdse toestemming        | 18 September 2012 | 4e    | Toni Savevski           | 26 September 2012   |
| Apollon      | George Burley          | ontslagen                      | 19 September 2012 | 6e    | Nikodimos Papavasiliou  | 20 September 2012   |
| Olympiakos   | Nikodimos Papavasiliou | Contract getekend bij Apollon  | 20 September 2012 | 7e    | Renos Demetriades       | 25 September 2012   |
| Enosis       | Zouvanis Zouvani       | Ontslag genomen                | 24 September 2012 | 9e    | Ton Caanen              | 3 Oktober 2012      |
| Ethnikos     | Nicos Papadopoulos     | Wederzijdse toestemming        | 8 Oktober 2012    | 12e   | Nikos Andronikou        | 14 Oktober 2012     |
| AEL          | Pambos Christodoulou   | Wederzijdse toestemming        | 22 Oktober 2012   | 4e    | Jorge Costa             | 23 Oktober 2012     |
| Doxa         | Marios Constantinou    | Ontslag genomen                | 1 November 2012   | 14e   | Loukas Hadjiloukas      | 1 November 2012     |
| AEP          | Ioannis Topalidis      | Wederzijdse toestemming        | 5 November 2012   | 9e    | Horácio Gonçalves       | 8 November 2012     |
| Nea Salamina | Nicos Andreou          | Ontslag genomen                | 18 November 2012  | 10e   | Mirsad Jonuz            | 21 November 2012    |
| AEP          | Horácio Gonçalves      | Ontslag genomen                | 22 November 2012  | 14e   | Saša Jovanović          | 26 November 2012    |
| Alki         | Kostas Kaiafas         | Ontslag genomen                | 2 December 2012   | 12e   | Neophytos Larkou        | 5 December 2012     |
| Ethnikos     | Nikos Andronikou       | Wederzijdse toestemming        | 3 December 2012   | 13e   | Stephen Constantine     | 5 December 2012     |
| Ayia Napa    | Nicos Nicolaou         | Wederzijdse toestemming        | 10 Januari 2013   | 13th  | Nikos Kolompourdas      | 16 Januari 2013     |
| Olympiakos   | Renos Demetriades      | Ontslagen                      | 10 Februari 2013  | 10e   | Marios Constantinou     | 11 February 2013    |
| Ethnikos     | Stephen Constantine    | Ontslagen                      | 25 Februari 2013  | 11e   | Nikos Kolompourdas      | 26 Februari 2013    |
| Ayia Napa    | Nikos Kolompourdas     | Contract getekend bij Ethnikos | 25 Februari 2013  | 13e   | Costas Loizou           | 25 Februari 2013    |
| Apollon      | Nikodimos Papavasiliou | Ontslagen                      | 8 Maart 2013      | 6e    | Christakis Christoforou | 12 Maart 2013       |
| Anorthosis   | Ronny Levy             | Ontslagen                      | 1 April 2013      | 2e    | Pambos Christodoulou    | 2 April 2013        |
| Alki         | Neophytos Larkou       | Ontslag genomen                | 9 April 2013      | 9e    | Kostas Kaiafas          | 9 April 2013        |
| Enosis       | Ton Caanen             | Wederzijdse toestemming        | 13 April 2013     | 8e    | Marios Karas            | 16 April 2013       |

## Eerste ronde

### Tabel
| Pos | Team                  | Wed | W  | G  | V  | Ptn | DV | DT | +/− | Kwalificatie of degradatie           |
| --- | --------------------- | --- | -- | -- | -- | --- | -- | -- | --- | ------------------------------------ |
| 1   | APOEL                 | 26  | 21 | 3  | 2  | 66  | 56 | 10 | +46 | Gekwalificeerd voor Groep A          |
| 2   | Anorthosis Famagusta  | 26  | 18 | 6  | 2  | 60  | 57 | 21 | +36 | Gekwalificeerd voor Groep A          |
| 3   | AEK Larnaca           | 26  | 17 | 4  | 5  | 55  | 50 | 21 | +29 | Gekwalificeerd voor Groep A          |
| 4   | Omonia Nicosia        | 26  | 16 | 5  | 5  | 53  | 51 | 22 | +29 | Gekwalificeerd voor Groep A          |
| 5   | AEL Limassol          | 26  | 14 | 9  | 3  | 51  | 46 | 26 | +20 | Gekwalificeerd voor Groep B          |
| 6   | Apollon Limassol      | 26  | 11 | 7  | 8  | 40  | 32 | 24 | +8  | Gekwalificeerd voor Groep B          |
| 7   | Doxa Katokopia        | 26  | 8  | 6  | 12 | 30  | 26 | 40 | −14 | Gekwalificeerd voor Groep B          |
| 8   | Enosis Neon Paralimni | 26  | 6  | 10 | 10 | 28  | 23 | 35 | −12 | Gekwalificeerd voor Groep B          |
| 9   | Alki Larnaca          | 26  | 6  | 7  | 13 | 25  | 33 | 46 | −13 | Gekwalificeerd voor Groep C          |
| 10  | Olympiakos Nicosia    | 26  | 6  | 9  | 11 | 24  | 36 | 44 | −8  | Gekwalificeerd voor Groep C          |
| 11  | Nea Salamis Famagusta | 26  | 6  | 5  | 15 | 23  | 18 | 36 | −18 | Gekwalificeerd voor Groep C          |
| 12  | Ethnikos Achna        | 26  | 4  | 10 | 12 | 22  | 28 | 40 | −12 | Gekwalificeerd voor Groep C          |
| 13  | Ayia Napa (R)         | 26  | 2  | 2  | 22 | 8   | 15 | 59 | −44 | Degradatie naar B' Kategoria 2013/14 |
| 14  | AEP Paphos (R)        | 26  | 4  | 3  | 19 | 3   | 17 | 64 | −47 | Degradatie naar B' Kategoria 2013/14 |

1. ↑  Op 22 mei 2012 werd Olympiakos Nicosia drie punten in mindering gebracht door Cyprus voetbalbond omdat ze niet voldeden aan de financiële criteria.
2. ↑  Op 11 juni 2012 werd AEP Paphos drie punten afgetrokken door Cyprus voetbalbond omdat ze niet voldeden aan de financiële criteria.
Op 13 augustus 2012 werd AEP Paphos nog eens drie punten in mindering gebracht door  Cyprus voetbalbond omdat ze opnieuw niet voldeden aan de financiële criteria.
Op 12 november 2012 werd AEP Paphos nog eens drie punten afgetrokken door Cyprus voetbalbond omdat ze voor de derde keer niet voldeden aan de financiële criteria. 
Op 13 mei 2012 werd AEP Paphos nog eens drie punten afgetrokken vanwege FIFA beslissing.

### Resultaten
| Thuis \ Uit           | AEK | AEL | AEP | ALK | ANO | APOE | APOL | AYN | DOX | ENP | ETH | NSL | OLY | OMO |
| --------------------- | --- | --- | --- | --- | --- | ---- | ---- | --- | --- | --- | --- | --- | --- | --- |
| AEK Larnaca           |     | 1–2 | 4–0 | 2–0 | 2–3 | 0–1  | 2–0  | 3–0 | 1–2 | 5–0 | 2–1 | 1–2 | 1–0 | 2–1 |
| AEL Limassol          | 2–2 |     | 4–0 | 3–1 | 1–1 | 1–3  | 3–2  | 2–0 | 2–0 | 1–1 | 1–1 | 2–1 | 1–1 | 1–1 |
| AEP Paphos            | 0–3 | 1–3 |     | 1–4 | 0–2 | 0–2  | 0–1  | 3–0 | 0–4 | 0–1 | 0–0 | 1–0 | 0–5 | 1–2 |
| Alki Larnaca          | 0–1 | 2–3 | 0–2 |     | 0–3 | 1–3  | 1–3  | 0–2 | 2–2 | 1–1 | 6–5 | 1–0 | 0–0 | 2–4 |
| Anorthosis Famagusta  | 1–1 | 1–1 | 5–1 | 3–0 |     | 0–2  | 0–0  | 5–1 | 3–0 | 1–1 | 5–1 | 1–0 | 4–3 | 2–0 |
| APOEL                 | 1–2 | 2–0 | 6–0 | 1–1 | 0–1 |      | 1–0  | 4–1 | 3–1 | 1–0 | 1–0 | 2–0 | 4–0 | 1–1 |
| Apollon Limassol      | 1–2 | 0–0 | 4–0 | 2–1 | 0–2 | 1–2  |      | 2–1 | 1–0 | 0–0 | 2–0 | 3–1 | 1–1 | 2–1 |
| Ayia Napa             | 1–1 | 0–4 | 1–2 | 0–3 | 0–1 | 0–2  | 0–1  |     | 0–2 | 1–4 | 1–0 | 1–2 | 1–1 | 0–3 |
| Doxa Katokopia        | 2–6 | 1–3 | 1–0 | 0–1 | 0–2 | 0–3  | 0–0  | 2–1 |     | 1–1 | 1–1 | 1–0 | 1–1 | 1–1 |
| Enosis Neon Paralimni | 1–2 | 1–2 | 1–1 | 1–1 | 1–2 | 0–5  | 0–3  | 1–0 | 1–0 |     | 1–1 | 0–0 | 1–2 | 0–1 |
| Ethnikos Achna        | 0–1 | 1–3 | 3–0 | 0–2 | 2–2 | 0–1  | 1–1  | 2–1 | 3–1 | 0–0 |     | 1–1 | 1–1 | 1–1 |
| Nea Salamis Famagusta | 0–0 | 0–1 | 1–1 | 1–1 | 2–1 | 0–3  | 2–0  | 1–0 | 0–1 | 0–2 | 0–1 |     | 3–2 | 0–1 |
| Olympiakos Nicosia    | 0–2 | 0–0 | 3–1 | 2–2 | 1–3 | 0–2  | 1–1  | 3–2 | 1–2 | 2–3 | 3–1 | 2–1 |     | 1–4 |
| Omonia Nicosia        | 0–1 | 2–0 | 4–2 | 1–0 | 1–3 | 0–0  | 2–1  | 5–0 | 3–0 | 2–0 | 2–1 | 6–0 | 2–0 |     |

## Tweede ronde

### Groep A

#### Tabel
| Pos | Team                 | Wed | W  | G | V | Ptn | DV | DT | +/− | Kwalificatie                                                      |
| --- | -------------------- | --- | -- | - | - | --- | -- | -- | --- | ----------------------------------------------------------------- |
| 1   | APOEL (C)            | 32  | 23 | 4 | 5 | 73  | 62 | 19 | +43 | Gekwalificeerd voor Derde voorronde UEFA Champions League 2013/14 |
| 2   | Anorthosis Famagusta | 32  | 20 | 8 | 4 | 68  | 60 | 29 | +31 | Gekwalificeerd voor Tweede voorronde UEFA Europa League 2013/14   |
| 3   | Omonia Nicosia       | 32  | 20 | 6 | 6 | 66  | 66 | 27 | +39 | Gekwalificeerd voor Tweede voorronde UEFA Europa League 2013/14   |
| 4   | AEK Larnaca          | 32  | 19 | 4 | 9 | 61  | 55 | 28 | +27 |                                                                   |

#### Resultaat
| Thuis \ Uit          | AEK | ANO | APOE | OMO |
| -------------------- | --- | --- | ---- | --- |
| AEK Larnaca          |     | 0–1 | 0–1  | 0–2 |
| Anorthosis Famagusta | 0–3 |     | 2–1  | 0–0 |
| APOEL                | 0–1 | 0–0 |      | 4–3 |
| Omonia Nicosia       | 3–1 | 4–0 | 3–0  |     |

### Groep B

#### Tabel
| Pos | Team                  | Wed | W  | G  | V  | Ptn | DV | DT | +/− | Kwalificatie                                                   |
| --- | --------------------- | --- | -- | -- | -- | --- | -- | -- | --- | -------------------------------------------------------------- |
| 5   | AEL Limassol          | 32  | 18 | 10 | 4  | 64  | 59 | 31 | +28 |                                                                |
| 6   | Apollon Limassol      | 32  | 13 | 9  | 10 | 48  | 40 | 31 | +9  | Gekwalificeerd voor play offs ronde UEFA Europa League 2013/14 |
| 7   | Doxa Katokopia        | 32  | 10 | 9  | 13 | 39  | 33 | 47 | −14 |                                                                |
| 8   | Enosis Neon Paralimni | 32  | 7  | 10 | 15 | 31  | 28 | 49 | −21 |                                                                |

1. ↑  Apollon Limassol kwalificeerde voor play offs ronde UEFA Europa League 2013/14 na het winnen van de Cypriotische beker 2012/13.

#### Resultaten
| Thuis \ Uit           | AEL | APOL | DOX | ENP |
| --------------------- | --- | ---- | --- | --- |
| AEL Limassol          |     | 2–1  | 3–0 | 3–0 |
| Apollon Limassol      | 1–3 |      | 0–0 | 4–1 |
| Doxa Katokopia        | 1–1 | 1–1  |     | 1–0 |
| Enosis Neon Paralimni | 2–1 | 0–1  | 2–4 |     |

### Groep C

#### Tabel
| Pos | Team                      | Wed | W | G  | V  | Ptn | DV | DT | +/− | Kwalificatie of degradatie           |
| --- | ------------------------- | --- | - | -- | -- | --- | -- | -- | --- | ------------------------------------ |
| 9   | Ethnikos Achna            | 32  | 7 | 12 | 13 | 33  | 41 | 50 | −9  |                                      |
| 10  | Alki Larnaca              | 32  | 8 | 8  | 16 | 32  | 43 | 57 | −14 |                                      |
| 11  | Nea Salamis Famagusta (O) | 32  | 8 | 7  | 17 | 31  | 27 | 44 | −17 | Degradatie playoffs                  |
| 12  | Olympiakos Nicosia (R)    | 32  | 8 | 10 | 14 | 31  | 46 | 56 | −10 | Degradatie naar B' Kategoria 2013/14 |

1. ↑  Op 22 mei 2012 werd Olympiakos Nicosia drie punten in mindering gebracht door Cyprus voetbalbond omdat ze niet voldeden aan de financiële criteria.
2. ↑  SAL: 7 pts ; OLY: 4 pts

#### Resultaten
| Thuis \ Uit           | ALK | ETH | NSL | OLY |
| --------------------- | --- | --- | --- | --- |
| Alki Larnaca          |     | 1–3 | 1–2 | 2–1 |
| Ethnikos Achna        | 1–1 |     | 2–2 | 3–1 |
| Nea Salamis Famagusta | 1–3 | 1–2 |     | 3–0 |
| Olympiakos Nicosia    | 4–2 | 4–2 | 0–0 |     |

### Degradatie playoffs
Het 11e plaats team Nea Salamina moest tegen vierde geplaatst team in B' Kategoria 2012/13, Anagennisi Dherynia.
De wedstrijd werd op 23 mei 2013 gehouden in Antonis Papadopoulosstadion en Nea Salamina won met 3-0, waarmee het zijn plaats in de  Cypriotisch voetbalkampioenschap voor het seizoen 2013-2014 behield.

## Seizoen statistieken

### Topscores
| Rank | Speler               | Club        | Doelpunten |
| ---- | -------------------- | ----------- | ---------- |
| 1    | Bernardo Vasconcelos | Alki        | 18         |
| 2    | Andre Alves          | Omonia      | 16         |
| 3    | Marco Paixão         | Ethnikos    | 15         |
| 4    | Juliano Spadacio     | Anorthosis  | 14         |
| 5    | Aldo Adorno          | APOEL       | 13         |
| 5    | Henrique             | Olympiakos  | 13         |
| 5    | Barak Itzhaki        | Anorthosis  | 13         |
| 8    | Gustavo Manduca      | APOEL       | 12         |
| 8    | Jan Rezek            | Anorthosis  | 12         |
| 10   | Nassir Maachi        | AEK Larnaca | 11         |
| 10   | Patrick Vouho        | AEL         | 11         |

### Hattricks
| #  | Speler         | Voor       | Tegen      | Resultaat | Datum            |
| -- | -------------- | ---------- | ---------- | --------- | ---------------- |
| 1. | Aldo Adorno    | APOEL      | Enosis     | 0-5       | 3 september 2012 |
| 2. | Aldo Adorno    | APOEL      | Ayia Napa  | 4-1       | 5 november 2012  |
| 3. | Barak Itzhaki  | Anorthosis | Olympiakos | 4-3       | 3 februari 2013  |
| 4. | Andre Alves    | Omonia     | Olympiakos | 1-4       | 16 maart 2013    |
| 5. | Esteban Solari | Apollon    | Enosis     | 4-1       | 20 april 2013    |
| 6. | Gaossou Fofana | Doxa       | Enosis     | 2-4       | 18 mei 2013      |

### Doelpunten
- Eerste doelpunt van het seizoen: 25e minuut - Juliano Spadacio (Anorthosis) tegen AEP Paphos (1 september 2012)
- Snelste doelpunt van het seizoen: 15e seconden - Mario Budimir (APOEL) tegen Alki (22 september 2012)
- Laatste doelpunt van het seizoen: 102 minuten en 23 seconden - Jan Rezek (Anorthosis) tegen Omonia (21 oktober 2012)
- Eerste eigen doelpunt van het seizoen: 49 minuten - Fabeta (Ayia Napa) voor Omonia (2 september 2012)
- Eerste gescoorde strafschop van het seizoen: 84e minuut - Angola Freddy (Omonia) tegen Ayia Napa (2 september 2012)
- Hoogst scorende wedstrijd: 11 doelpunten = Alki 6–5 Ethnikos (30 maart 2013)
- Grootste winstmarge: 6 doelpunten = APOEL 6–0 AEP Paphos (17 maart 2013), Omonia 6–0 Nea Salamina (30 maart 2013)
- De meeste goals gescoord in een wedstrijd door een enkel team: 6 doelpunten = APOEL 6–0 AEP Paphos (17 maart 2013), Omonia 6–0 Nea Salamina (30 maart 2013), Alki 6–5 Ethnikos (30 maart 2013), Doxa 2–6 AEK (31 maart 2013)
- De meeste doelpunten gescoord door een verliezend team: 5 doelpunten = Alki 6–5 Ethnikos (30 maart 2013)

### Discipline
- Eerste gele kaart van het seizoen: Gora Tall voor AEP Paphos tegen Anorthosis, 15e minuut, 1 september 2012
- Eerste rode kaart van het seizoen: Kyriacos Polykarpou voor Olympiakos tegen Nea Salamina, 37e minuut, 1 september 2012
- Meeste gele kaarten in één wedstrijd: 13 : Anorthosis tegen AEL – 6 voor Anorthosis (Dan Alexa, Paulo Jorge, Valentinos Sielis  (2), Jurgen Colin, Giannis Skopelitis) en 7 voor AEL (Dosa Júnior, Marco Airosa, Luciano Bebê, Carlitos, Dédé (2), Ebo Andoh) (1 december 2012)
- Meeste rode kaarten in één wedstrijd: 3 :  AEL tegen Apollon – 1 voor AEL (Edwin Ouon) en 2 voor Apollon (Sebastián Setti, Giorgos Vasiliou) (5 januari 2013)

## Kampioen
| 2012/13                       |
| Cyprus                        |
| ----------------------------- |
| APOEL FC Kampioen (22° titel) |

1934/35 · 1935/36 · 1936/37 · 1937/38 · 1938/39 · 1939/40 · 1940/41 · 1941/42 · 1942/43 · 1943/44 ·  1944/45 · 1945/46 · 1946/47 · 1947/48 · 1948/49 · 1949/50 · 1950/51 · 1951/52 · 1952/53 · 1953/54 · 1954/55 · 1955/56 · 1956/57 · 1957/58 · 1958/59 ·  1959/60 · 1960/61 · 1961/62 · 1962/63 · 1963/64 · 1964/65 · 1965/66 · 1966/67 · 1967/68 · 1968/69 · 1969/70 · 1970/71 · 1971/72 · 1972/73 · 1973/74 · 1974/75 · 1975/76 · 1976/77 · 1977/78 · 1978/79 · 1979/80 · 1980/81 · 1981/82 · 1982/83 · 1983/84 · 1984/85 · 1985/86 · 1986/87 · 1987/88 · 1988/89 · 1989/90 · 1990/91 · 1991/92 · 1992/93 · 1993/94 · 1994/95 · 1995/96 · 1996/97 · 1997/98 · 1998/99 · 1999/00 · 2000/01 · 2001/02 · 2002/03 · 2003/04 · 2004/05 · 2005/06 · 2006/07 · 2007/08 · 2008/09 · 2009/10 · 2010/11 · 2011/12 · 2012/13 · 2013/14 · 2014/15 · 2015/16 · 2016/17 · 2017/18 · 2018/19 · 2019/20 · 2020/21 · 2021/22
Nationale competities:
Albanië · Armenië · België · Bosnië en Herzegovina · Bulgarije · Cyprus · Denemarken · Duitsland · Engeland · Estland ('12 '13) · Faeröer ('12 '13) · Finland ('12 '13) · Frankrijk · Griekenland · Hongarije · Ierland ('12 '13) · IJsland ('12 '13) · Israël · Italië · Kazachstan ('12 '13) · Kroatië · Letland ('12 '13) · Litouwen ('12 '13) · Luxemburg · Montenegro · Nederland · Noorwegen ('12 '13) · Oekraïne · Oostenrijk · Polen · Portugal · Roemenië · Rusland · San Marino · Schotland · Servië · Slovenië · Slowakije · Spanje · Tsjechië · Turkije · Zweden · Zwitserland
Europese competities: Super Cup 2013 · Champions League · Europa League